# Як виховати дорослого: підготовка дитини до успішного життя
Як виховати дорослого: підготовка дитини до успішного життя (англ. How to Raise an Adult: Break Free of the Overparenting Trap and Prepare Your Kid for Success by Julie Lythcott-Haims) - книжка Джулі Літкотт-Гаймс, бестселер New York Times. Вперше опублікована у 2015 році. 

## Огляд книги
Книга, в якій Джулі Літкотт-Гаймс засуджує дії батьків, які надмірно опікуються дітьми та пропонує альтернативну філософію виховання дитини. Авторка взяла за основу дослідження, матеріали зі спілкування з вихователями та роботодавцями, а також власний досвід як матері та куратора  студентів з метою висвітлити ідею того як гіперопіка батьків шкодить особисто їм, дитині та суспільству в цілому. Джулі розподіляє підходи батьків до виховання на три категорії: гіперопіка, надмірний контроль та тримання в руках, кожен з яких шкодить процесу виховання. 

## Переклад українською
- Літкотт-Гаймс, Джулі. Як виховати дорослого: підготовка дитини до успішного життя / пер. Олена Замойська. К.: Наш Формат, 2016. —  360 с. — ISBN 978-617-7279-34-0